# 戌
戌（いぬ、じゅつ）は、十二支のひとつ。通常十二支の中で第11番目に数えられる。
前は酉、次は亥である。「戍」は別字。

## 概要
- 戌年は、西暦年を12で割って2が余る年が戌の年となる（日本では新暦1月1日に始まるが、中国では旧暦1月1日に始まる）。なお、年を表す時の別名は閹茂[1]。
- 戌の月は旧暦9月（概ね新暦10月）。
- 戌の刻は午後8時を中心とする約2時間。
- 戌の方は北基準右廻り300°（北西よりやや西寄り、西北西よりやや北寄り、北西微西よりやや西寄り）の方角である。
- 基本性質の五行に関しては諸説があり、古典などでは秋季に属することから金気（土用時は土旺）とされていたり[2]、後世の一部識者などの考察では土気に属する（根拠や裏付けは不明）といった説などが存在している[3][4]。
- 蔵干は本気が戊、中気が丁、余気が辛。
- 陰陽は陽である。

## 伝承
『漢書』律暦志によると戌は「滅」（めつ：「ほろぶ」の意味）。草木が枯れる状態を表しているとされる。
後に覚え易くするために動物の犬が割り当てられた。
犬はお産が軽いとされることから、安産については、戌の日が吉日とされ、帯祝いなどにはこの日を選ぶ風習がある。
相場格言に「辰巳天井、午尻下がり、未辛抱、申酉騒ぐ。戌は笑い、亥固まる、子は繁栄、丑はつまずき、寅千里を走り、卯は跳ねる」がある。

## 戌を含む干支
- 甲戌
- 丙戌
- 戊戌
- 庚戌
- 壬戌